# Lars Nylander
Lars Nylander, född 1978, är en svensk kulturhistoriker och konstvetare. Han har publicerat ett betydande antal artiklar och böcker med fokus på kulturhistoria och släkthistoria i Hälsingland. Nylander är sedan 2003 verksam som antikvarie vid Hälsinglands museum. 2024 disputerade han på avhandlingen "Människor och målningar. Inredningsmåleri i hälsingegårdar 1750–1800" vid Institutionen för kulturvård vid Göteborgs universitet. Avhandlingsprojektet beviljades anslag av Berit Wallenbergs Stiftelse 2017.